# Auberge de Provence
L'Auberge de Provence (in maltese Berġa ta' Provenza, in italiano Albergo di Provenza) è un auberge che si trova a La Valletta sull'isola di Malta.

## Storia
L'Auberge de Provence fu costruito nel 1571 o nel 1574-75 su progetto di Girolamo Cassar per ospitare i cavalieri dell'Ordine di San Giovanni della langue di Provenza che alloggiavano nell'Auberge d'Auvergne che si trova a Birgu.
Quando nel 1798 l'isola venne occupata dai Francesi l'auberge fu sgombrato e, quando nel 1800 Malta passò sotto il dominio britannico, l'auberge fu utilizzato come caserma militare e come hotel.
Durante la seconda guerra mondiale, gli edifici vicino all'auberge furono distrutti dai bombardamenti aerei, ma l'auberge non venne colpito.
L'Auberge de Provence è stato raffigurato su 2 monete commemorative coniate nel 2013 dalla Banca centrale di Malta.